# Asinus
Phân chi Lừa hay phân chi Asinus là một phân chi của chi Equus gồm các động vật ăn cỏ có thuộc bộ Guốc lẻ mà bao gồm một số phân loài của họ Ngựa Equidae mà thông thường được gọi chung là lừa. 

## Đặc trưng
Các động vật trong chi này được đặc trưng bởi đôi tai dài, gầy, có cấu trúc lưng thẳng, thiếu một bờ vai thật sự, bờm thô, thưa thớt và đuôi thưa, chúng được biết đến với độ dẻo dai và sức chịu đựng bền bỉ trong môi trường đồi núi. Con lừa là động vật phổ biến và là đại diện cho loài thuần chủng nổi tiếng nhất của phân chi này, với cả hai giống thuần hóa và hoang dã. Trong số các loài hoang dã như lừa hoang một số loài không bao giờ thuần hóa mà sống ở châu Á và châu Phi.

## Các loài
- Chi: Equus
  - Phân chi: Asinus: Lừa hay còn gọi là lừa hoang
    - Lừa hoang châu Phi, Equus africanus[1][2]
      - Lừa hoang Nubia, Equus africanus africanus
      - Lừa hoang Somali, Equus africanus somaliensis
      - Lừa, Equus africanus asinus
      - Lừa hoang Atlas, †Equus africanus atlanticus (Tuyệt chủng)

    - Lừa hoang Trung Á hay Lừa rừng Trung Á hay lừa hoang châu Á Equus hemionus
      - Lừa hoang Mông Cổ hay khulan, Equus hemionus hemionus
      - Lừa hoang Ấn Độ hay khur, Equus hemionus khur
      - Lừa hoang Turkmenia, Equus hemionus kulan[3]
      - Lừa hoang Ba Tư hay Gur, Equus hemionus onager
      - Lừa hoang Syria hay hemippe, †Equus hemionus hemippus (extinct)

    - Kiang hay còn gọi là Lừa hoang Tây Tạng Equus kiang
      - Lừa hoang miền Tây, Equus kiang kiang
      - Lừa hoang miền Đông, Equus kiang holdereri
      - Lừa hoang miền Nam, Equus kiang polyodon
      - Lừa hoang miền Bắc, Equus kiang chu

    - †Equus calobatus
    - †Equus hydruntinus, Lừa hoang châu Âu
    - †Equus tau, Lừa hoang nhỏ